# Jürgen Oesterhelt

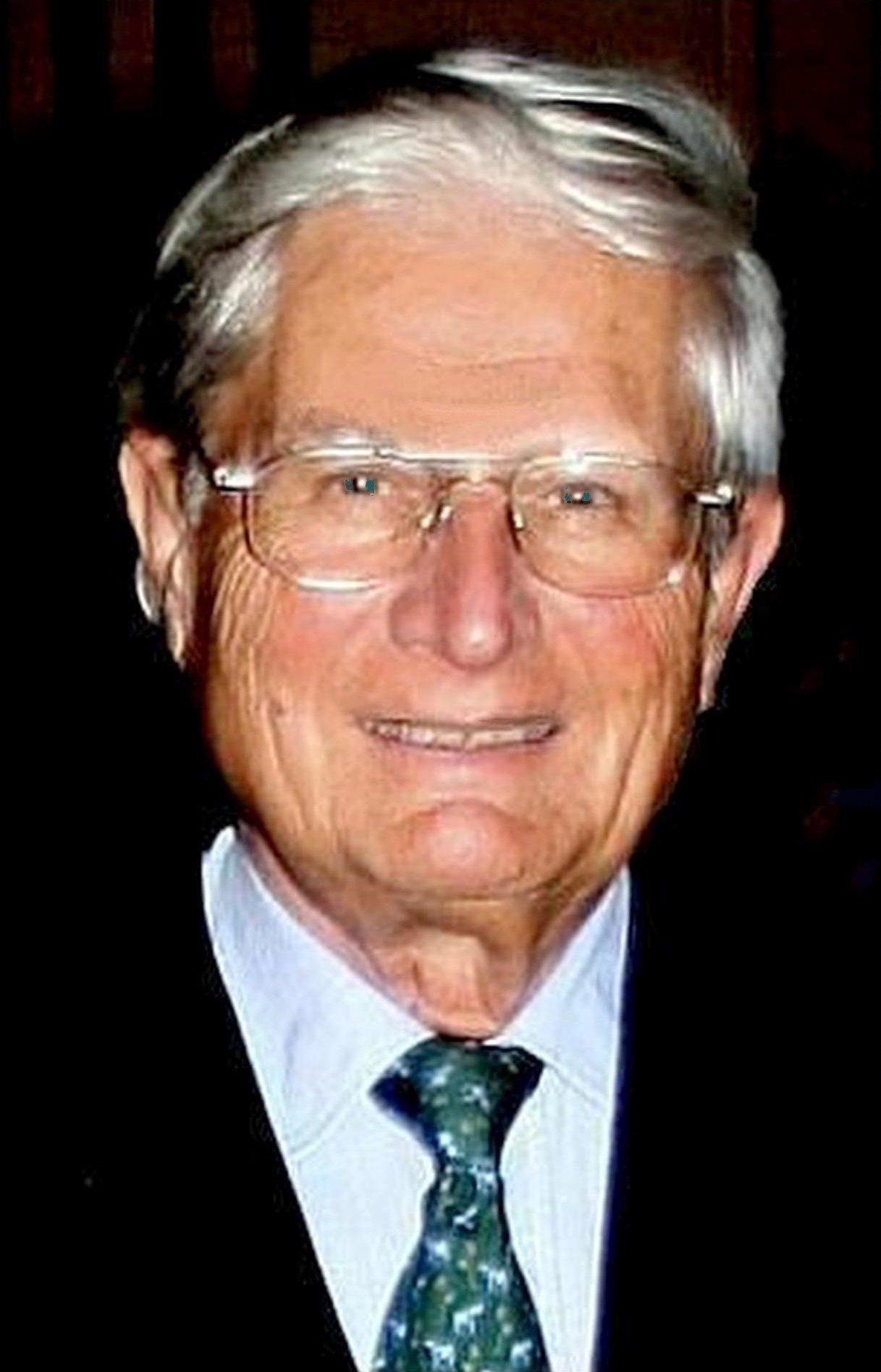
Jürgen Oesterhelt, 2013

Jürgen Oesterhelt (* 19. August 1935 in München) ist ein ehemaliger deutscher Diplomat.

## Leben
Jürgen Oesterhelt studierte Rechtswissenschaften an der Ludwig-Maximilians-Universität München. 1958 legte er seine erste juristische Staatsprüfung ab. In München wurde er 1959 zum Dr. iur. promoviert. Nach seiner zweiten Staatsprüfung 1962 absolvierte er ein Masterstudium (Master of Comparative Law) an der Columbia University New York. 1963 wurde er als Anwalt der US-Anwaltsfirma Sullivan & Cromwell in deren Büro in Paris tätig. 1964 trat er in den Auswärtigen Dienst in Bonn ein. Nach Stationen in der deutschen Botschaft in Moskau (1964–1965), im Auswärtigen Amt in Bonn (1966), in der Beobachtermission bei den Vereinten Nationen in New York (1967–1971), in den Botschaften in Sofia (1971–1974) und – nach weiteren drei Jahren in Bonn – in Athen (1977–1980) war er von 1980 bis 1992 im deutschen Außenministerium tätig als Leiter des Völkerrechtsreferats, als Leiter der politischen Unterabteilung 21 und ab 1986 als Ministerialdirektor und Völkerrechtsberater sowie Leiter der Rechtsabteilung.
Oesterhelt war deutscher Botschafter in der Türkei (1992–1995), im Vereinigten Königreich (1995–1997) und am Heiligen Stuhl (1997–2000).
Er war seit 1963 verheiratet mit Katharina Oesterhelt, geb. Galeiski († 2021) und hat zwei Kinder.

## Ehrungen
- Großes Verdienstkreuz des Verdienstordens der Bundesrepublik Deutschland
- Großkreuz des Päpstlichen Piusordens[2]
- Verdienstorden Österreichs
- Verdienstorden Griechenlands
- Verdienstorden Finnlands

## Schriften
- mit Hans Smit: International Co-operation in Litigation: Federal Republic of Germany. Martinus Nijhoff, 1965.
- Vienna Convention on Succession of States in Respect of State Property, Archives and Debts. In: Encyclopedia of Public International Law. Elsevier, 1987
- Mein Leben, wie ich es erinnere (zwei Bände, Privatdruck, ISBN 978-3-00-057191-6, 2018 und ISBN 978-3-00-057192-3, 2018).